# Hexenstein (Lindau)

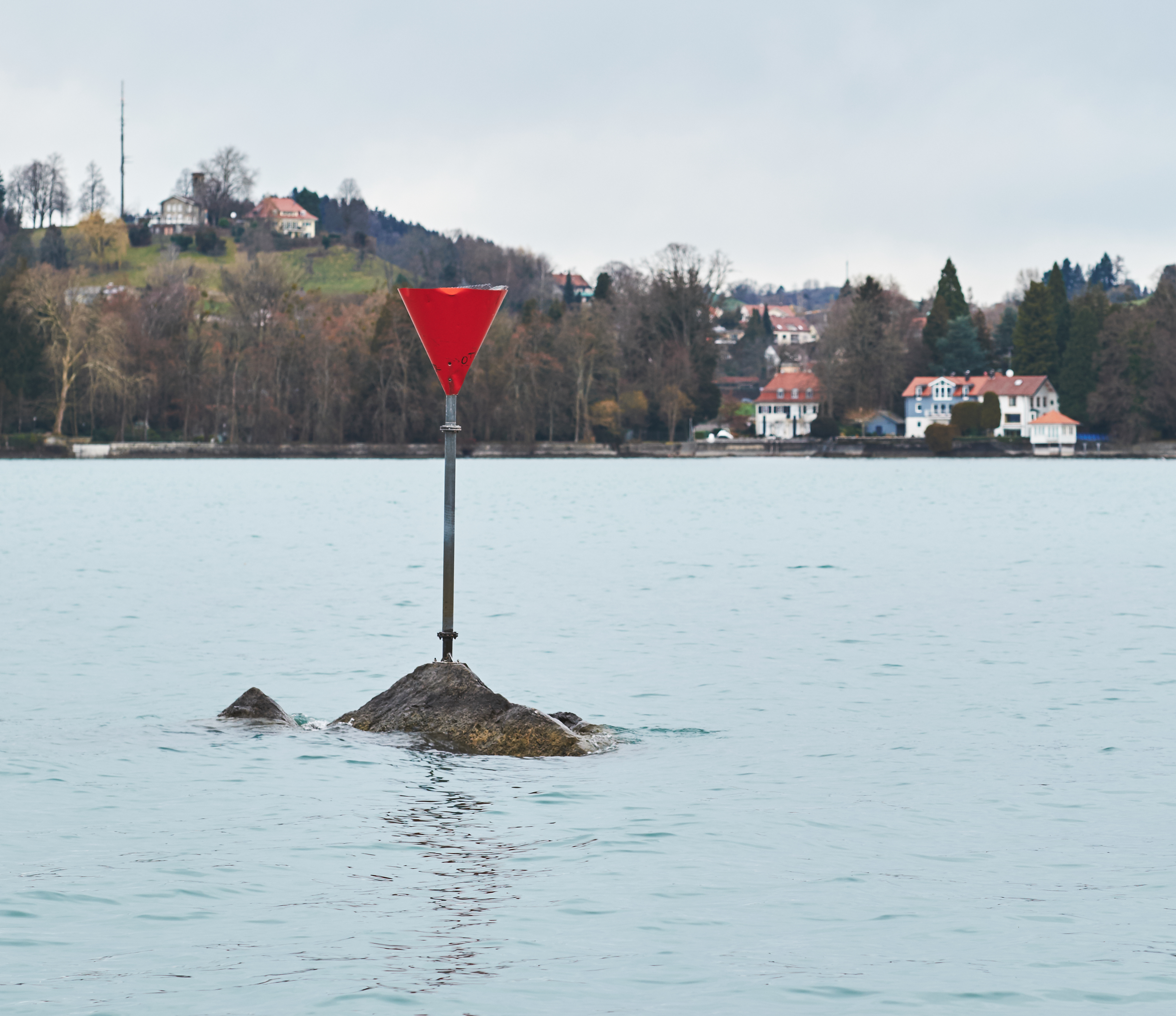
Der Hexenstein bei Niedrigwasser, mit Untiefenkennzeichnung, von der Hinteren Insel aus, Blickrichtung Norden auf das Schachener Ufer

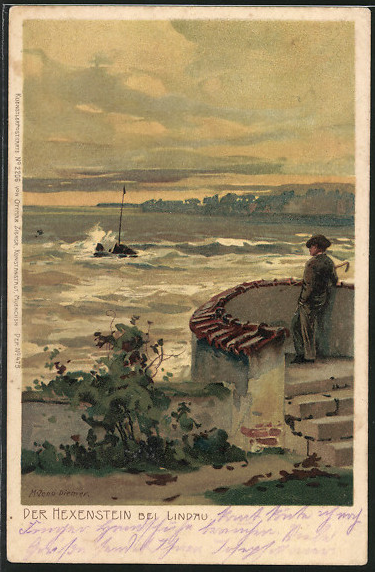
Darstellung des Hexensteins, von Lindau aus gesehen, auf einer Postkarte vor 1916, nach einem Aquarell von Michael Zeno Diemer

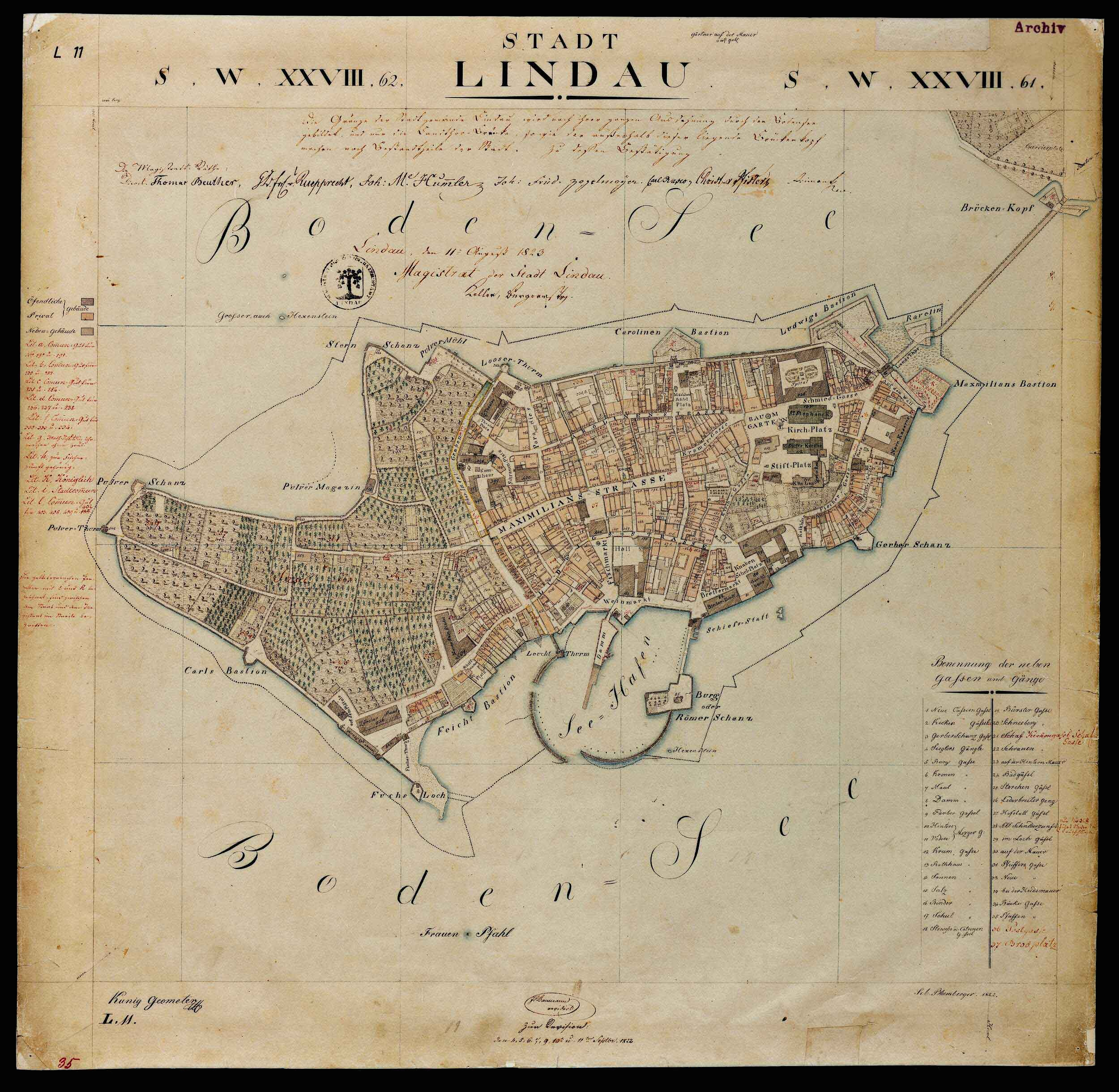
Großer auch Hexenstein auf dem Stadtplan von 1822.
Unmittelbar außerhalb der damaligen Hafenmole südlich der Burg oder Römer Schanz (hier noch eine separate kleine Insel) ist der zweite Hexenstein verzeichnet.

Der Hexenstein ist ein Gneisblock im Obersee des Bodensees nahe der Insel Lindau, der während der letzten Eiszeit an seine heutige Stelle gelangte und etwas über die Wasseroberfläche ragt.

## Geographie
Der Hexenstein liegt 160 Meter westlich des Lindauer Eisenbahndamms, wo dieser die Insel Lindau erreicht, bzw. knapp 120 Meter westnordwestlich der Sternschanze und gut 40 Meter nördlich der so genannten Hinteren Insel im flachen Wasser.
Je nach Wasserstand ragt der Hexenstein geringfügig über die Wasseroberfläche, bei niedrigem Wasserstand über einen Meter („drei bis vier Fuß, und ist ein beliebter Tummelplatz der Möwen“) und ist als Gefahrstelle für die Schifffahrt mit einem roten Hinweiszeichen (E.7 Kennzeichen der Untiefen und Schifffahrtshindernisse) versehen. (Nach der Bodensee-Schifffahrtsordnung werden Untiefen mit einem nach unten weisenden [meist roten] Kegel bezeichnet.)
Das inselnahe Seegebiet gehört zu keinem Flurstück und keiner Gemarkung und liegt damit bereits außerhalb der Stadtgrenzen von Lindau. Als Teil der Halde (Uferbereich bis zu einer Wassertiefe von 25 Metern) gehört das Gebiet aber noch zu Deutschland.
Der Hexenstein gelangte als glaziäres Geschiebe der großen Wasserburg-Lindauer Moräne an seine gegenwärtige Stelle, ebenso wie der Schachener Berg, der Salzfresser sowie das obere und untere Bergle bei Wasserburg, die den Wasserspiegel nicht erreichen, gleichwohl aber Schifffahrtshindernisse sind.

## Zwei Hexensteine
Da es früher noch einen zweiten Hexenstein bei Lindau gab, war auch von den Hexensteinen im Plural die Rede. Zur Unterscheidung von dem früheren Kleinen Hexenstein (Hexenstein bei der Römerschanze) war die Bezeichnung Großer Hexenstein (Hexenstein bei der Sternschanze) gebräuchlich. Auf der Flurkarte von 1822 (nebenstehende Abbildung) ist vor der Römerschanze (unmittelbar beim Lindauer Hafen) der zweite Hexenstein eingezeichnet. Von diesem Punkt, der heute innerhalb des Römerbads liegen würde, ist auf aktuellen Karten oder Luftbildern nichts mehr zu sehen.
Der Sage nach setzte eine Hexe bei ihrer Flucht aus der Schweiz beim Ritt über den See mit dem ersten Schritt auf den kleinen (heute verschwundenen) und dann auf den großen Hexenstein auf und erreichte mit dem dritten Schritt das gegenüberliegende Festlandsufer. Um die Hexensteine rankt sich eine Legende aus der iro-schottischen Missionarszeit mit Gallus und Columban. Weiterhin wird in Lindau erzählt, dass der Hexenstein vor der Römerschanze noch den Fußabdruck zeige, den Aurelia bei ihrer legendären Landung hinterlassen habe.
In einem Buch von 1902 werden die beiden Hexensteine als Erratische Blöcke bezeichnet.